# Alberto Fernández
Alberto Ángel Fernández (* 2. dubna 1959 Buenos Aires, Argentina) je argentinský právník, politik a 54. prezident Argentiny.

## Životopis
Absolvoval právnickou fakultu na Univerzitu v Buenos Aires a později se stal profesorem trestního práva. Do veřejné služby vstoupil jako poradce poradní rady v Buenos Aires a argentinské sněmovny. Stal se zástupcem ředitele právních záležitostí ministerstva hospodářství a v této funkci působil jako hlavní argentinský vyjednavač v GATT při Uruguayském kole. Nově zvoleným prezidentem Carlosem Menemem byl pověřen funkcí národního dozorčí pro pojišťovnictví, kterou vykonával v letech 1989–1992. Také působil jako prezident Asociace manažerů pojišťoven v Latinské Americe a spoluzakládal Mezinárodní asociaci pojišťovacích manažerů. V roce 1992 se stal jedním z deseti vynikajících mladých lidí v Argentině a byl oceněn cenou Millennium Award jako jeden z národních podnikatelů století. V roce 1995 se připojil k stranické opozici Eduarda Duhaldeho proti tehdejšímu prezidentu Carlosovi Menemu.
V roce 2000 nastoupil do své první politické funkce jako zákonodárce města Buenos Aires. V roce 2003 ho prezident Néstor Kirchner jmenoval vedoucím kabinetu ministrů. Od roku 2007 zastával tuto funkci také u prezidentské nástupkyně a jeho manželky Cristiny Fernández de Kirchner. Po střetech s prezidentkou ohledně zdanění zemědělského sektoru ale 23. července 2008 rezignoval a založil si vlastní politickou stranu s názvem PARTE.
V květnu 2019 uvedla bývalá prezidentka Cristina Fernández de Kirchner, že na rozdíl od očekávání nebude kandidovat na prezidentku ve volbách 2019, ale na viceprezidentku pod kandidátem Fernándezem. Ve volbách konaných 27. října vyhrál s 48,1 % hlasů proti tehdejšímu prezidentovi (Mauricio Macri), který získal 40,4 % hlasů. Do funkce jako argentinský prezident nastoupil 10. prosince 2019.